# Sting in the Tail
«Sting in the Tail» (букв. «Жало в хвосте»; идиом. «Неожиданное и неприятное окончание») — семнадцатый студийный альбом немецкой хард-рок-группы Scorpions, вышедший 19 марта 2010 года. Музыканты в этом альбоме вернулись к своему старому стилю игры 80-х — начала 90-х годов.
Было объявлено, что это последний студийный альбом группы перед уходом со сцены, но по окончании турне музыканты изменили своё решение.

## История записи альбома

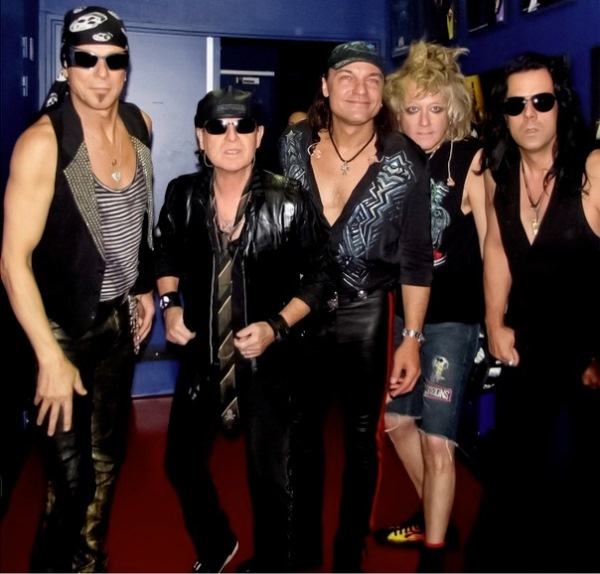
2010 год

Запись была произведена в небольшой студии в городе Ганновер, во главе со шведскими продюсерами Михаэлем Андерсоном и Мартином Хенсеном.
Сингл «Raised on Rock» стал одним из наиболее популярных синглов 2010 года в своём жанре; он занял 2-ю позицию в Classic Rock Mediabase. Альбом занял 23 позицию в чарте The Billboard 200 (лучший чартовый дебют Scorpions в Billboard за последние 20 лет) и 6-ю — в чарте Rock Albums.
Перед самым выходом альбома было объявлено, что это последний альбом группы; однако, вернувшись из длительного и успешного турне, музыканты решили, что больше «прощаться» не будут:

Прощальный тур нас хорошо подстегнул. Мы записали новый материал. И мы были так удивлены, узнав, как много у нас молодых фанатов. И никто из них не хочет, чтобы мы уходили.— Рудольф Шенкер, интервью Classic Rock

## Список композиций
| №   | Название                                          | Длительность |
| --- | ------------------------------------------------- | ------------ |
| 1.  | «Raised on Rock»                                  | 4:00         |
| 2.  | «Sting In the Tail»                               | 3:12         |
| 3.  | «Slave Me»                                        | 2:45         |
| 4.  | «The Good Die Young» (совместно с Тарьей Турунен) | 5:14         |
| 5.  | «No Limit»                                        | 3:22         |
| 6.  | «Rock Zone»                                       | 3:17         |
| 7.  | «Lorelei»                                         | 4:32         |
| 8.  | «Turn You On»                                     | 4:23         |
| 9.  | «Let’s Rock»                                      | 3:20         |
| 10. | «SLY»                                             | 5:16         |
| 11. | «Spirit of Rock»                                  | 3:42         |
| 12. | «The Best Is Yet to Come»                         | 4:32         |
| 13. | «Dreamers» (бонус *)                              | 4:48         |
| 14. | «Too Far» (бонус *)                               | 3:05         |
| 15. | «Miracle» (бонус *)                               | 4:15         |
| 16. | «The Good Die Young» (бонус *)                    | 5:15         |
| 17. | «Thunder and Lightning» (бонус **)                | 4:33         |

* Бонусная песня на премиум-издании альбома.

** Бонусная песня на японском и премиум-изданиях альбома.

## Участники записи
- Клаус Майне — вокал
- Маттиас Ябс — гитара, бэк-вокал
- Рудольф Шенкер — ритм-гитара, бэк-вокал
- Павел Мончивода — бас-гитара, бэк-вокал
- Джеймс Коттак — барабаны, перкуссия, бэк-вокал

Приглашённые музыканты
- Тарья Турунен — вокал на «The Good Die Young»